# Котов, Пётр Кузьмич
Пётр Кузьмич Котов (13 июля 1936, Павловский район, Воронежская область — 8 мая 2006, Павловский район, Воронежская область) — советский хозяйственный, государственный и политический деятель, зоотехник, председатель племенного завода «Дружба».

## Биография
Родился в 1936 году в селе Берёзово. Член КПСС.
С 1955 года — на хозяйственной, общественной и политической работе. 
В 1957 году поступил учиться в Воронежский сельскохозяйственный институт, который окончил в 1962 году и был направлен на работу в колхоз «Дружба» Павловского района главным зоотехником.
В 1968 году колхозники единогласно избирают Котова своим председателем. 
В 1955—2002 гг. — колхозник, главный зоотехник, председатель колхоза, племенного завода «Дружба» Павловского района Воронежской области, руководитель «краснопёстрой» молочной породы коров.
В 2003 году племенной завод «Дружба» занял первое место среди хозяйств России, занимающихся разведением краснопёстрой породы скота.
Избирался депутатом Верховного Совета РСФСР 10-го и 11-го созывов.
Умер 8 мая 2006 года в селе Покровка Павловского района Воронежской области. Похоронен 10 мая на Покровском сельском кладбище.

## Награды и звания
- Орден Ленина,
- Орден Октябрьской Революции,
- Орден Трудового Красного Знамени,
- Орден Дружбы Народов,
- Лауреат премии «Золотой фонд Воронежской области»,
- Медали,
- «Почётный гражданин Воронежской области» (15 июня 2004 год)
- Почётное звание «Заслуженный работник сельского хозяйства Российской Федерации» и др.